# Dorfkirche Klosterhäseler

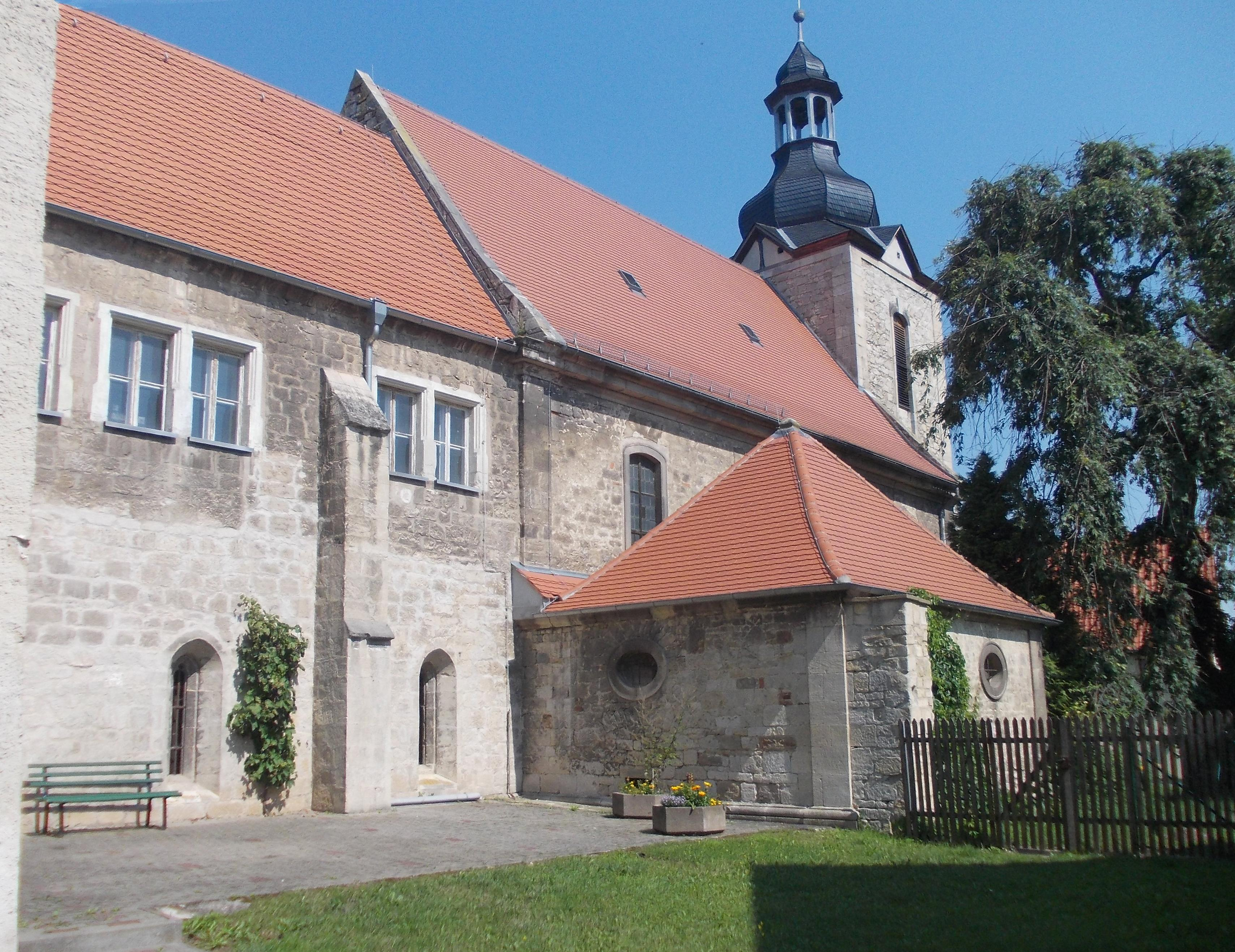
Kirche Klosterhäseler, links erkennbar erhaltener Baubestand des Zisterzienserinnenklosters

Die evangelische Dorfkirche Klosterhäseler befindet sich in Klosterhäseler im Burgenlandkreis in Sachsen-Anhalt. Sie steht unter Denkmalschutz und wurde 1766 an Stelle der ehemaligen Klosterkirche des Zisterzienserinnenklosters Häseler errichtet.

## Beschreibung
Der Kirchenbau ist ein Saalbau mit einem quadratischen Ostturm und einem in zwei Arkaden zum Schiff geöffneten südlichen Gruftanbau. Die Decke des Saals ist eine Spiegeldecke mit Stuck auf hoher Voute. Der Kanzelaltar wurde 1766 aus Stuckmarmor gefertigt. Auf dem gesprengten Giebel flankieren zwei Engel Christus Salvator. Seitlich davon befinden sich die Patronatslogen. Die Taufe der Kirche ist ebenfalls aus Marmor gefertigt und besitzt eine Kelchform. Die Empore in Hufeisenform ist doppelgeschossig. In der Sakristei befindet sich ein Kruzifix aus dem dritten Viertel des 16. Jahrhunderts, welcher möglicherweise von einem Epitaph stammt. Ebenfalls dort ist ein Relief des Evangelisten Lukas zu sehen, welches von einer Kanzel stammen soll und auf die zweite Hälfte des 16. Jahrhunderts datiert wird. Im Gruftanbau der Kirche befindet sich ein figurenreiches Sandsteinepitaph für August Wilhelm von Häseler.

## Sonstiges
Die Bronzeglocken der Kirche stammen aus den Jahren 1552 und 1685. Auf dem ummauerten Friedhof befinden sich zwei beschädigte Grabsteine in barocken Formen.

## Musik
Die Orgel mit 14 Registern auf zwei Manualen und Pedal ist ein Werk von Wilhelm Heerwagen aus dem Jahr 1871. Das Klangbeispiel (Johann Gottfried Walther: „Nun lob, mein Seel, den Herren“) spielt Rolf Walther. 